# Kosovo Polje
 Ovo je glavno značenje pojma Kosovo Polje. Za naselje u općini Višegrad, BiH pogledajte Kosovo Polje (Višegrad, BiH).
Kosovo Polje (alb. Fushë ë Kosovës, odnosno Fushë Kosova) je gradić u sjeveroistočnom središnjem dijelu Kosova u blizini Prištine.